# Plaza de toros de Vitoria (Iradier Arena)
El recinto multiusos de Vitoria recibe el nombre de Iradier Arena en honor a cuatro "iradieres" ilustres de la ciudad de Vitoria: Pantaleón Iradier, el arquitecto que diseñó la antigua plaza taurina de la ciudad y el edificio que acoge el Parlamento Vasco; Cesáreo Iradier, el arquitecto que construyó el Teatro Principal de la ciudad; el músico Sebastián Iradier y el explorador Manuel Iradier. Fue inaugurada el 4 de noviembre de 2006 para comenzar a acoger la Feria de la Blanca que comienza tradicionalmente el 5 de agosto, con motivo de las Fiestas en honor a la Virgen Blanca. Desde hace 2 años no se celebran las corridas de toros.

## Historia
En 1781, el arquitecto vitoriano Justo Antonio de Olaguíbel recibió el encargo de construir lo que hoy es la plaza de España, un edificio cuadrangular, con una plaza en el centro para diversos usos, como mercados, fiestas y toros. Aunque hasta 1791 no se instaló el Ayuntamiento, la plaza ya estaba construida, y los primeros festejos taurinos se celebraron en la misma en 1789 para celebrar la proclamación del Rey Carlos IV.
En el tomo de la Geografía general del País Vasco-Navarro dedicado a Álava y coordinado por Vicente Vera y López, se describe con las siguientes palabras:

Plaza de Toros.―Comenzó á construirse el 13 de Febrero de 1880, y el de Septiembre del mismo año, se dió en ella la primera corrida de toros. Al hacerse los desmontes y explanación del terreno, se hallaron sepulturas en crecido número, lo que hizo suponer hubiese estado en aquel sitio el antiquísimo cementerio de Adurza, desaparecida aldea de la merindad de Malizhaeza.
(Vera y López, 1915-1921, p. 293)

Allí los vitorianos vieron las corridas, hasta que en 1852 se inauguró una plaza dedicada sólo a los toros, en los mismos terrenos que las que existen hoy en el Ensanche. Esta plaza no duró ni treinta años ya que, en el mismo sitio, se levantó en 1880 la plaza que sirvió hasta el año 2006. Podía albergar nada menos que a once mil espectadores, cuando entonces Vitoria tenía 27.000 habitantes, y fue obra del arquitecto vitoriano Pantaleón Iradier. La plaza fue restaurada en 1941, cuando se ensancharon los pasillos y las cuadras y se sustituyó gran parte de la madera por hormigón. El citado coso fue demolido en 2006 al concluir las obras de la plaza actual para dar paso una instalación multifuncional.

## Características

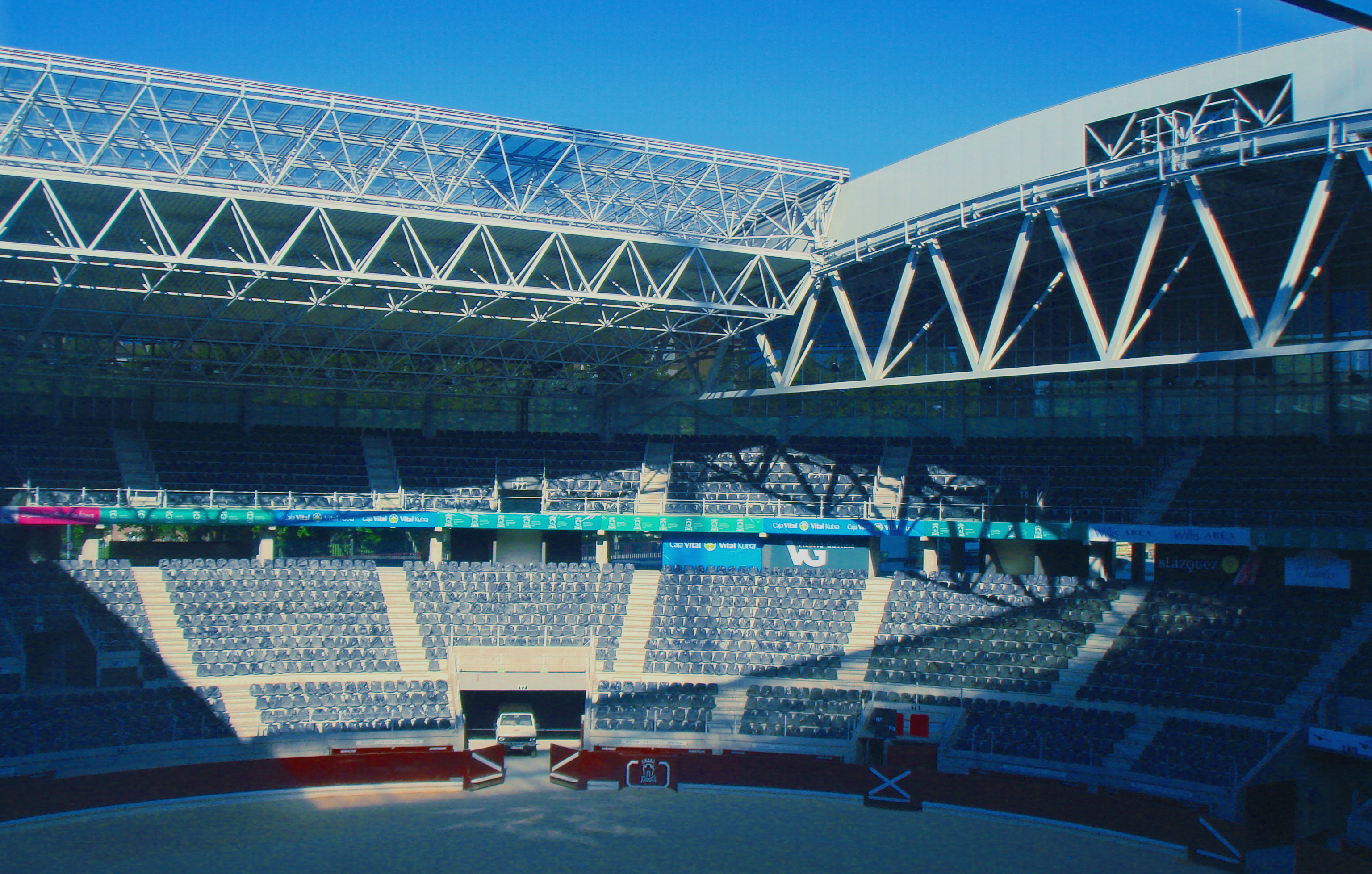
Interior de la plaza de toros, con la cubierta retráctil abierta

Es un edificio con una estructura de 23 metros de altura con fachada recubierta de aluminio, amplios espacios de vidrio transparente, así como, cubierta retráctil. Cuenta con un ruedo de 45 metros de diámetro, cinco corrales, diez chiqueros, una báscula electrónica para pesar a los toros , un desolladero con cámara frigorífica para almacenar hasta cinco corridas, quirófano, sala de curas y reanimación, además de capilla. 

### Ferias y actividades
La plaza de toros alberga la Temporada Taurina dándose su momento álgido durante la Feria de La Blanca. Suelen ser alrededor de seis jornadas dobles, con las mañanas dedicadas a las populares vaquillas y las corridas que se programan por las tardes, así como otro tipo de actividades taurinas como recortadores y espectáculos con caballos. Como espacio multiusos, también tiende a acoger espectáculos estilo Free Style, campeonatos o exhibiciones deportivas como voley-playa, fútbol-playa o deporte rural.